# Grand Hotel Rimini
L'albergo è il fulcro del film del 1973 Amarcord di Federico Fellini, nel quale viene utilizzato come scenario di diverse scene cardine.
Il Grand Hotel Rimini è uno storico hotel di lusso di Rimini, eletto monumento nazionale nel 1994 e situato nel Parco Federico Fellini. Fa parte dei Locali storici d'Italia.

## Storia
L'albergo vide la luce grazie a un accordo fra il comune di Rimini e la Società Milanese Alberghi Ristoranti e Affini (SMARA). Il progetto fu affidato all'architetto svizzero Paolito Somazzi e inaugurato il 1º luglio 1908.
La struttura non subì variazioni nel tempo, fino all'estate del 1920, quando un incendio obbligò alla rimozione forzata e permanente delle due cupole che sormontavano il Grand Hotel.
A costringere a realizzare un consistente restauro furono però le conseguenze della seconda guerra mondiale: gli anni cinquanta videro così un rinnovamento totale della struttura, che non fu però stravolta nella sua essenza.
È considerato una delle strutture alberghiere più prestigiose della riviera romagnola. Ad accrescere la sua fama, portandola a livello mondiale, fu il famoso regista Federico Fellini, nato a Rimini nel 1920, al quale, dopo la sua scomparsa, è stato intitolato il parco dove ha sede l'albergo. Fellini, affascinato dal Grand Hotel e dalla sua atmosfera fin da bambino, volle fortemente caratterizzare il suo film Amarcord (1973) con la sagoma del Grand Hotel: la struttura infatti fa da sfondo ad alcune delle scene più rilevanti dell’opera.

## Struttura

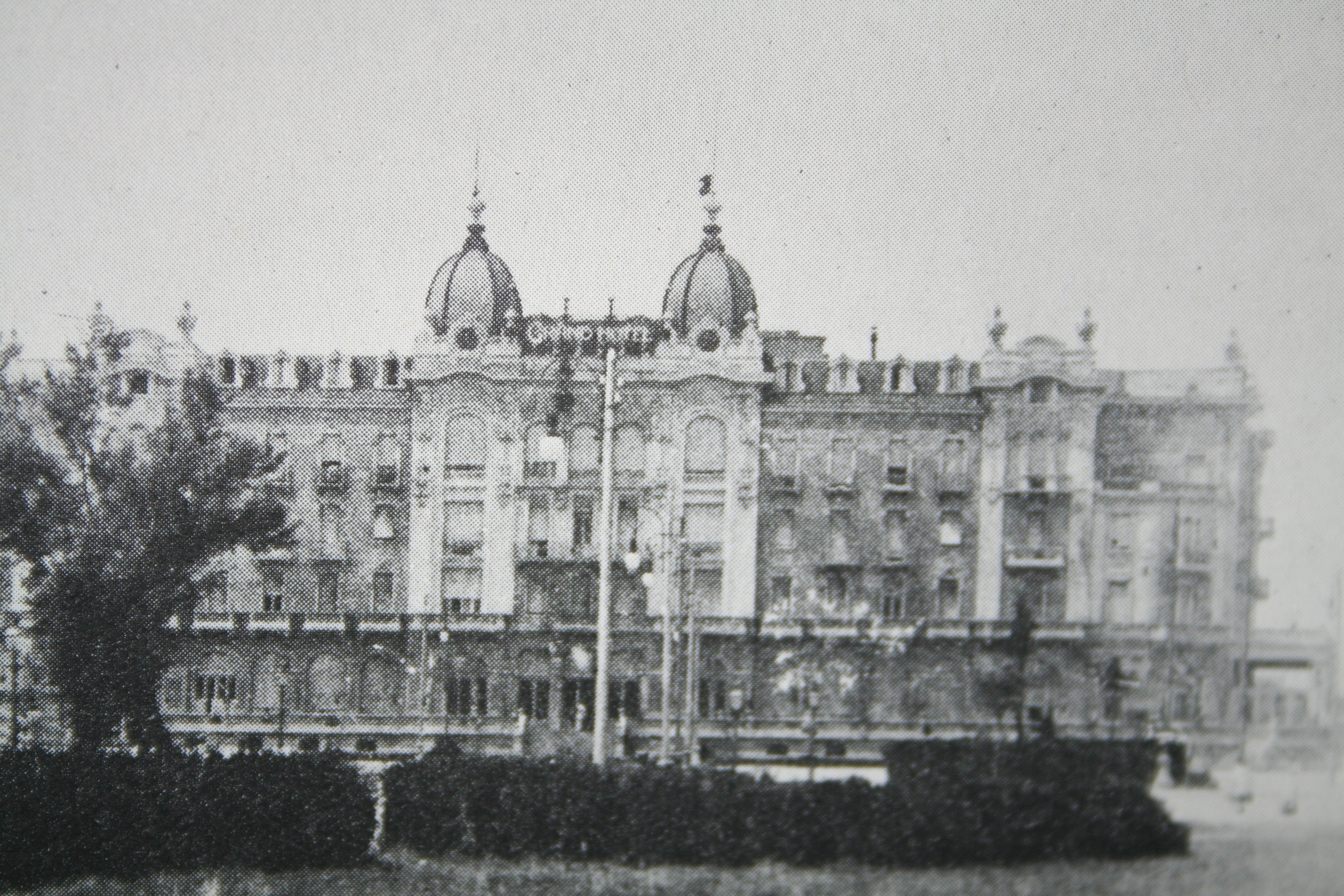
Il Grand Hotel come si presentava prima dell'incendio del 1920

L'edificio dispone di 200 camere, spaziose terrazze e una imponente facciata in stile Liberty.
Al suo interno, dopo aver transitato per il giardino esotico, si possono ammirare ancora oggi gli arredi francesi e veneziani del XVIII secolo, che rievocano atmosfere suggestive del passato.
Nel 1992, a fianco della struttura, è stato inaugurato un moderno Centro congressi, per accogliere svariati eventi annuali a livello nazionale e internazionale.
All'esterno della cancellata si trova il Parco Fellini (la cui Piazza è sede di molti eventi), con i suoi ampi spazi di verde e sentieri ciottolati, che culminano nella Fontana dei Quattro Cavalli.

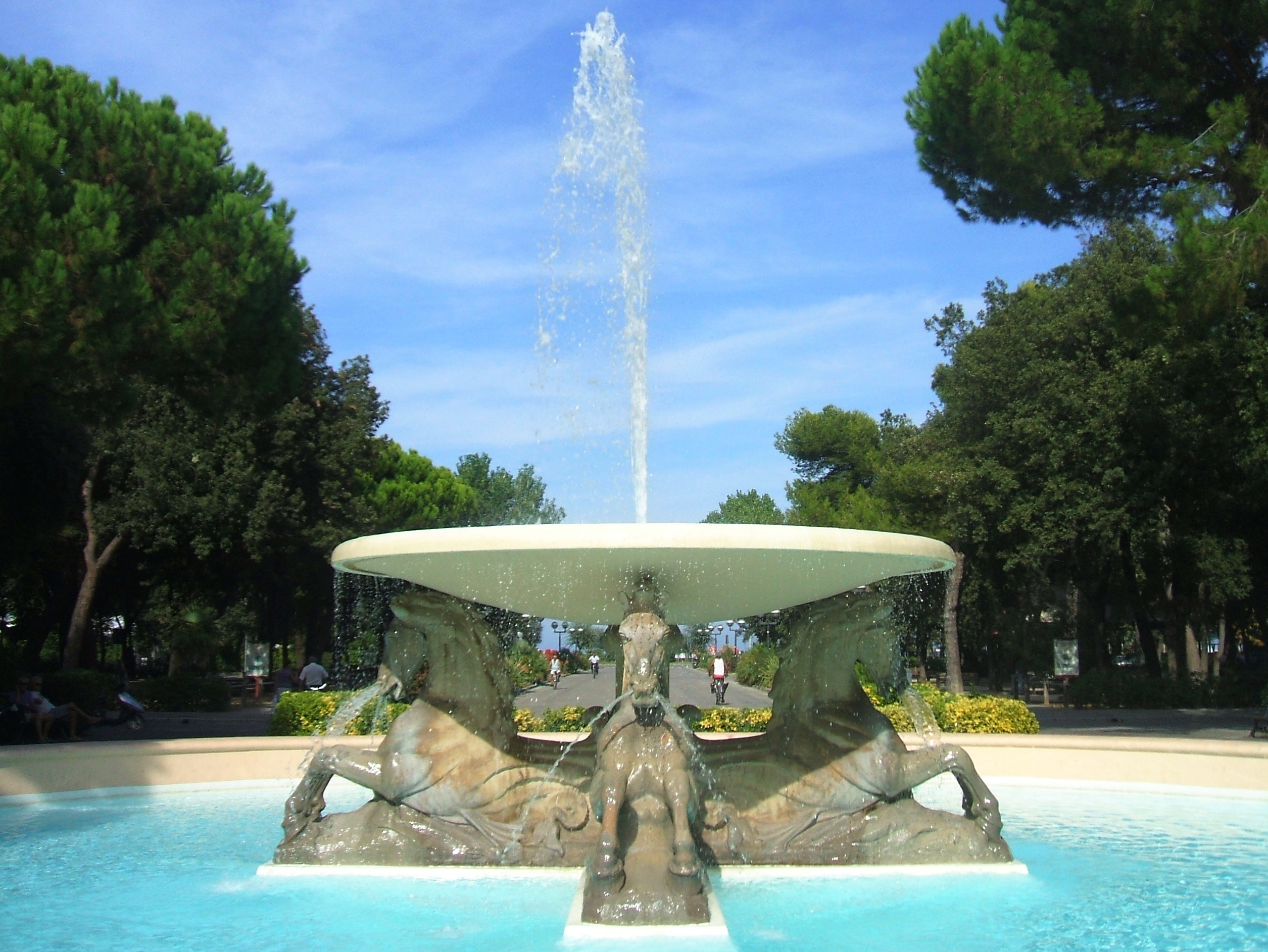
La Fontana dei Quattro Cavalli, situata nel Parco Fellini

## Riconoscimenti
Dopo essere stato eletto monumento nazionale nel 1984, dieci anni dopo, nel 1994, il Grand Hotel di Rimini è stato dichiarato monumento nazionale vincolato dalla Sovrintendenza delle Belle arti.

## Curiosità
Negli anni Ottanta vi ha lavorato come manager il comico Paolo Cevoli, nativo di Riccione e conosciuto per il personaggio dell'assessore Palmiro Cangini. Cevoli, figlio di albergatori, lavora tuttora nel settore della ristorazione e, prima di iniziare l'attività artistica, aveva aiutato i genitori nella gestione del proprio hotel a Riccione, per poi approdare al Grand Hotel Rimini e, successivamente, aprire un proprio locale.